# クロード・エヴァン

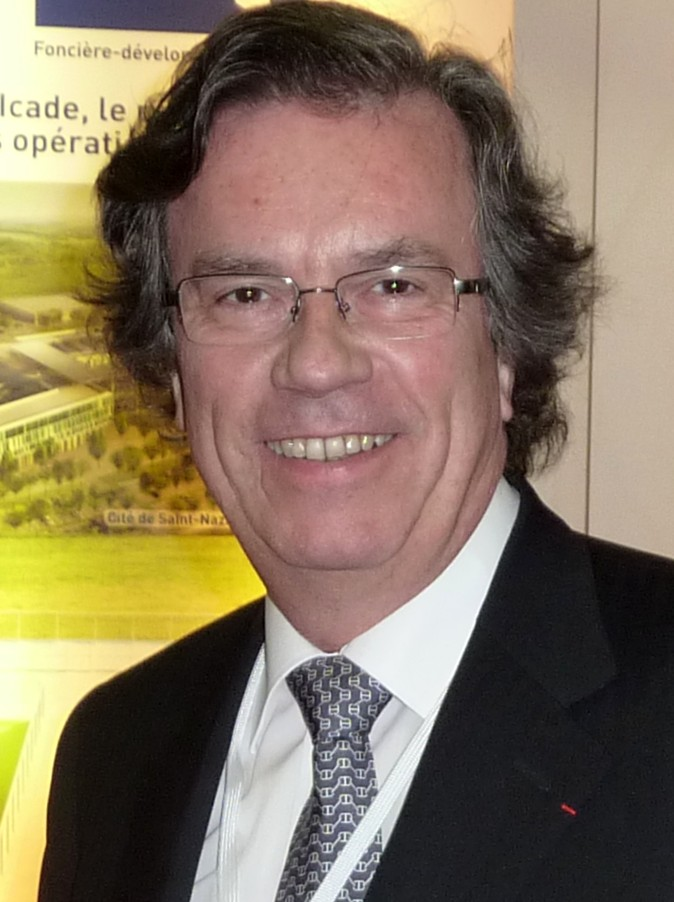
クロード・エヴァン

クロード・エヴァン（フランス語: Claude Évin、1949年6月29日 - ）は、フランスの政治家、法律家。
彼は1978年に初当選した。国会議員になる前、クロード・エヴァンはサン＝ナゼールの副市長であり、彼は1989年までそのポストにあった。 
彼の長いキャリアで彼はいろいろな地位に就き、国民議会副議長（1986年-87年）を含み、さらに保健相（1988年-91年）と社会相（1988年-91年）である。
ロワール＝アトランティック県からの国会議員をマリ＝オディール・ブイユにより交代して以来、彼はフランス病院連盟（FHF）の議長に移っている。